# Johann Baptist Klerr
Johann Baptist Klerr (* 15. Juli 1830 in Baden, Niederösterreich; † 27. September 1875 ebenda) war ein niederösterreichischer Kapellmeister und Komponist.
Klerr war der jüngere Bruder von Ludwig Klerr. 1848 bekam Klerr ein Engagement als Musiker am Schauspielhaus Graz und von dort ging er später in gleicher Funktion ans Stadttheater Preßburg. Ab 1856 wirkte er als Dirigent am Theater von Ödenburg und arbeitete dort gelegentlich auch mit seinem Bruder Ludwig zusammen.
Die nächsten Stationen waren Wiener Neustadt, Baden und nach einem kurzen Gastspiel 1858 in Krakau kam Klerr in Budapest unter Vertrag. 1862 wurde Klerr als Kapellmeister ans Carltheater nach Wien engagiert und arbeitete dort bis 1867 u. a. auch mit Franz von Suppè zusammen.
1867 wechselte Klerr, ebenfalls als Kapellmeister, ans Theater an der Wien. Zwischen 1868 und 1872 und nochmals von 1874 bis 1875 führte Klerr als musikalischer Leiter die Spielstätten von Baden und Wiener Neustadt zusammen.
Mit 45 Jahren starb Johann Baptist Klerr in Baden (NÖ) und fand dort auch seine letzte Ruhestätte.

## Werke (Auswahl)
- Die Nixe. Oper.
- Die schöne Müllerin. Oper.
- Der Gang nach dem Eisenhammer (Vertonung der gleichnamigen Ballade von Friedrich Schiller).